# Acanthoxia aculeus
Acanthoxia aculeus är en insektsart som beskrevs av Grunshaw 1996. Acanthoxia aculeus ingår i släktet Acanthoxia och familjen gräshoppor. Inga underarter finns listade i Catalogue of Life.